# Dark Tranquillity
Dark Tranquillity là một ban nhạc melodic death metal đến từ Gothenburg, Thụy Điển. Họ là một trong những ban nhạc trụ lại lâu nhất theo phong cách Gothenburg metal nguyên bản và là một trong những nhà tiên phong của thể loại melodic death metal, cùng với In Flames và At the Gates.

## Background
The Gallery (1995–1996)
Năm 1995, Dark Tranquillity phát hành The Gallery, được cho là tạo bước ngoặt trong melodic death metal.
The Mind's I (1997–1998)
Năm 1997, The Mind's I được phát hành, với một sự thay đổi nhỏ trong âm nhạc. Trước khi Projector, album năm 1999 của ban nhạc được phát hành, Fredrik Johansson được đề nghị rời khỏi Dark Tranquillity vì sự thiếu nhiệt tình với ban nhạc. Martin Henriksson chuyển từ bass sang guitar để thay thế Johansson, và ban nhạc nhận Mikael Niklasson và vị trí bass và Martin Brändström vào vị trí keyboard và nhạc cụ điện tử. Tại thời điểm này ban nhạc cũng ký hợp đồng với Century Media Records. Cho tới năm 2008, ban nhạc đã duy trì sự ổn định về đội hình và phong cách âm nhạc; pha trộn nhiều lớp guitar tốc độ với keyboard điện tử giàu hòa âm và những giai điệu cực kỳ tỉ mỉ bên dưới Stanne's abstract growled lyrics.
Damage Done (2002–2004)
Dark Tranquillity phát hành Damage Done, với mục đích bước theo hướng nặng hơn, bổ sung guitar distortion dày hơn, keyboard sâu hơn, và hoàn toàn loại bỏ soft vocal.
Character (2005–2006)
Character là album phòng thu thứ bảy của Dark Tranquillity, phát hành năm 2005, và đã nhận được nhiều lời khen ngợi.

## Các thành viên
Trong suốt 20 năm hoạt động. Dark Tranquillity chỉ có ba sự thay đổi đội hình và 4 thành viên ban đầu vẫn trong nhóm cho đến hôm nay, mặc dù chỉ Niklas Sundin và Anders Jivarp giữ vai trò ban đầu là guitar lead và trống tương ứng.

### Thành viên hiện tại
| Tên               | Nhạc cụ            | Thành viên | Thông tin bổ sung                  |
| ----------------- | ------------------ | ---------- | ---------------------------------- |
| Mikael Stanne     | vocals             | từ 1989    | Chơi rhythm guitar 1989–1994       |
| Niklas Sundin     | guitar             | từ 1989    |                                    |
| Martin Henriksson | guitar             | từ 1989    | Chơi bass guitar cho tới 1998.     |
| Daniel Antonsson  | bass guitar        | từ 2008    | Tay guitar cựu thành viên Soilwork |
| Anders Jivarp     | drums              | từ 1989    |                                    |
| Martin Brändström | electronics, piano | từ 1998    |                                    |

### Cựu thành viên
| Tên               | Nhạc cụ     | Thành viên | Lý do ra đi và kế hoạch hiện tại                                |
| ----------------- | ----------- | ---------- | --------------------------------------------------------------- |
| Anders Fridén     | vocal       | 1989–1994  | Hiện là giọng ca chính của In Flames                            |
| Fredrik Johansson | guitar      | 1994–1998  | Được đề nghị rời khỏi nhóm vì sự thiếu nhiệt tình với ban nhạc. |
| Mikael Niklasson  | bass guitar | 1998−2008  | Rời nhóm vì những lý do riêng                                   |

## Discography

### Album phòng thu
- Skydancer (1993)
- The Gallery (1995)
- The Mind's I (1997)
- Projector (1999)
- Haven (2000)
- Damage Done (2002)
- Character (2005)
- Fiction (2007)
- We Are the Void (2010)
- Construct (2013)
- Atoma (2016)